# En kort en lang
En kort en lang (tj. Krátký dlouhý) je dánský hraný film z roku 2001, který režírovala Hella Joof podle vlastního scénáře. Snímek byl v ČR promítán v roce 2003 na filmovém festivalu Febiofest pod názvem Rozhýbej to!.

## Děj
Jacob a Jørgen již několik let žijí společně. Jacob na svých narozeninách požádá Jørgena o ruku a ten souhlasí. Na oslavě se ale Jacob zamiluje do Caroline, manželky Jørgenova bratra Toma. Začnou se spolu potají scházet. Tom nic netuší, neboť je leteckým pilotem a často není doma. Jacob se stále nemůže rozhodnout mezi Jørgenem a Caroline. Oba muži tráví společně Vánoce u Jacobových rodičů. Jørgen se dozví o vztahu své švagrové a Joacoba a v noci odjíždí domů. Má však autonehodu, při které přijde o oko. Jacob a Caroline se přesto scházejí dál a Caroline otěhotní. Odejde od Toma a spolu s Jacobem bydlí u jeho rodičů. 
Plánují společně svatbu a až v kostele jim oběma dojde, že se jedná o velkou chybu a musejí se vrátit ke svým bývalým partnerům. Jacob proto utíká z kostela na letiště, protože Jørgen odlétá do Paříže. Protože ve městě zrovna stávkují taxikáři, dojede na letiště na koni. Letadlo však už odlétlo. V zoufalství telefonuje pilotovi letadla a letadlo se skutečně vrátí zpět, neboť ho řídí Tom. Jacob s Jørgenem se usmíří a na koni jedou zpátky do města. Caroline se vrátí k Tomovi.

## Obsazení
| Mads Mikkelsen   | Jacob    |
| Troels Lyby      | Jørgen   |
| Charlotte Munck  | Caroline |
| Jesper Lohmann   | Tom      |
| Oskar Walsøe     | Oskar    |
| Ditte Grabol     | Inge     |
| Peter Frödin     | Frederik |
| Morten Kirkskov  | Adrian   |
| Henning Jensen   | Palle    |
| Pernille Højmark | Ellen    |

## Ocenění
- Cena Robert: nejlepší mužská vedlejší role (Troels Lyby), nejlepší zvuk, nejlepší píseň a cena diváků pro Hellu Joof.